# Slobodan Kaloper
Slobodan Kaloper, slovenski TV in radijski napovedovalec, * 14. september 1950, Dubrovnik, † 31. maj 2003.
Kot radijski voditelj je začel leta 1973 v nočnem programu, bil pa je tudi povezovalec nedeljskih športnih popoldnevov na Valu 202, 16 let je deloval na TV Ljubljana, kjer je bral TV Dnevnike, obzornike in poročila.
V 30 letih delovanja na RTV Slovenija je postal en bolj prepoznavnih slovenskih glasov.
Bil je prvi predsednik društva poklicnih radijskih in televizijskih napovedovalcev Slovenije.
V letih 1972−1975 je bil spiker tudi na Radiu Študent.
Njegov sin je napovedovalec Dejan Kaloper